# سبيوس

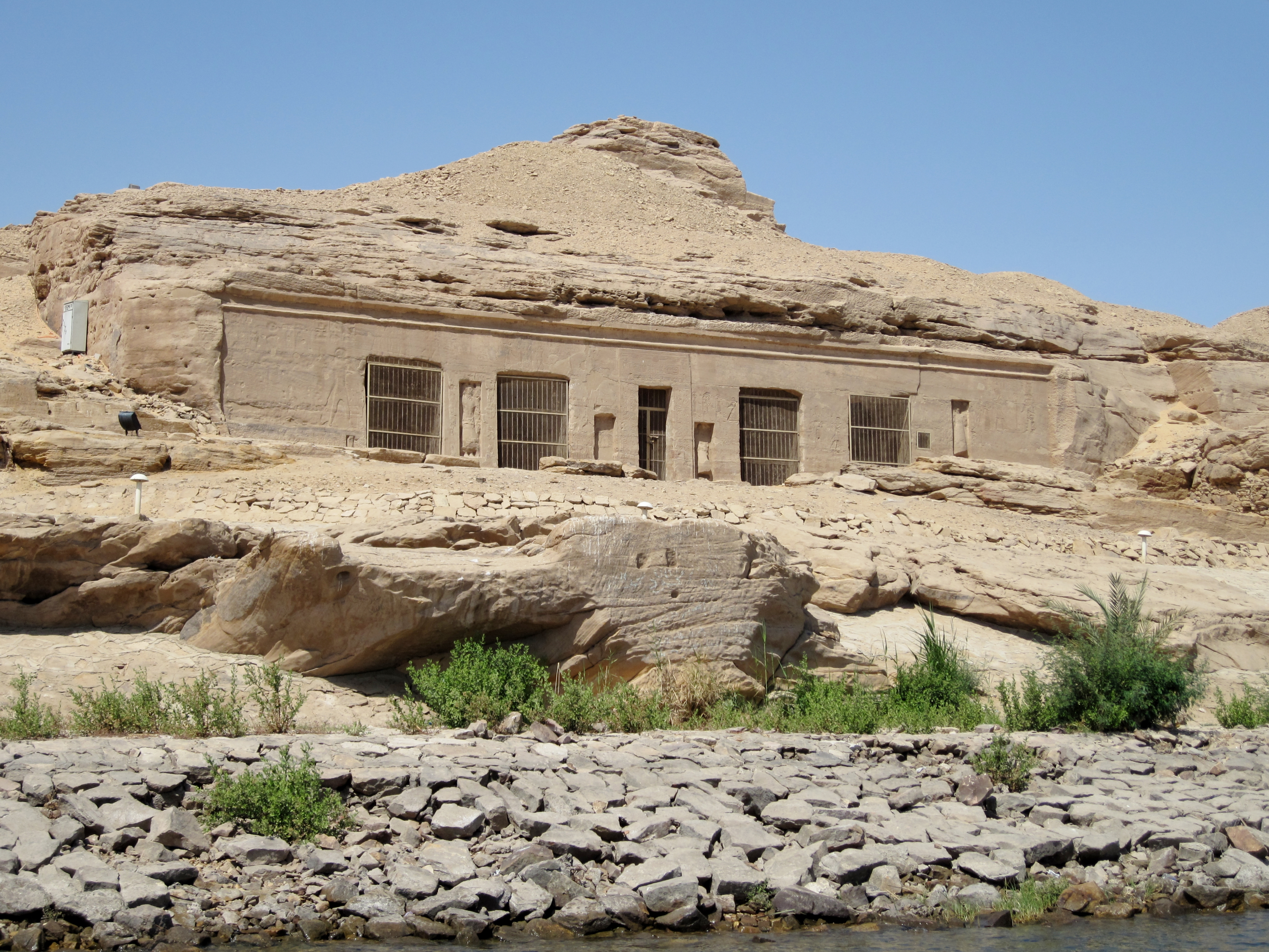
سبيوس حورمحب في جبل السلسة

سبيوس (يعني الكهف) هو المصطلح الذي استخدمه علماء المصريات في القرن التاسع عشر لمعبد مصري صخري مبني بالكامل في الصخر.

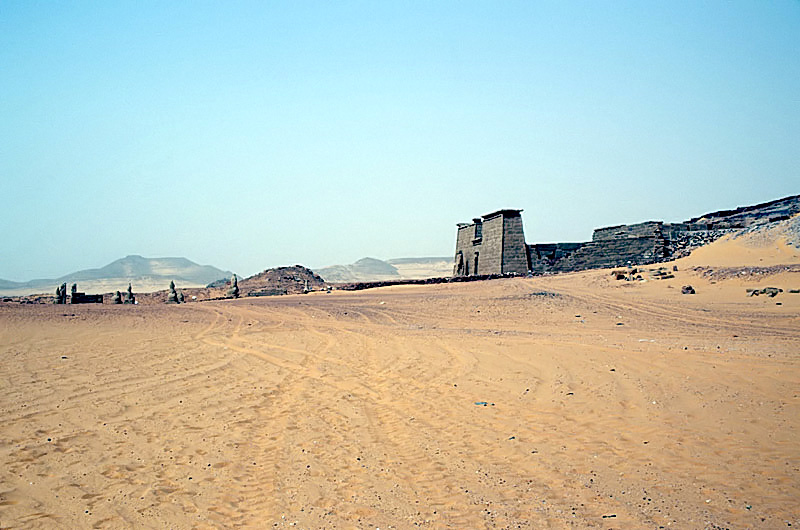
سميسبو وادي السبوع

هناك نوع مختلف من المصطلح، «هميسبو» أو «سميسبو»، والذي يتكون من معبد محفور جزئيًا في الصخر ومبني جزئيًا بشكل اصطناعي. في بعض الحالات، تستخدم المحاجر القديمة التي تم حفرها بالفعل كقاعدة للبناء عليها.
تم التنقيب عن العديد من سبيوس وأشباه سبيوس في مصر والنوبة، وغطت المياه بعضها ببناء السد العالي، مثل الحصون المصرية القديمة في النوبة (سمنة وبوهين، من بين آخرين) وغيرها. تم نقل البعض الآخر (أكثر الحالات شهرة هي حالة معابد أبو سمبل)، والبعض الآخر تم تسليمه إلى الدول التي تعاونت للعمل في إنقاذ المعالم المعمارية.

## أمثلة سبيوس
- سبيوس أرتيميدوس
- معبد أبو سمبل
- سبيوس حورمحب في جبل السلسلة
- معبد آي في أخميم
- معبد إليسيا

## أمثلة هيمسبيوس
- الدير البحري
- بيت الوالي
- معبد الدر
- معبد جرف حسين
- معبد موت بجبل البركل
- وادي السبوع
- سرابيط الخادم
- معبد سيتي الأول في وادي ميا